# 家族づくり
『家族づくり』（かぞくづくり）は、1983年9月5日 - 10月28日にTBS「花王 愛の劇場」枠にて放送された昼ドラマである。テレビ映画。全40回。

## 物語
中学教師本郷が刺殺された。状況証拠と目撃証言から警察は犯人を中学生と推定し捜査を開始した。小山家の長男明は同級生の咲村敏夫とテスト問題を盗んだ疑いで事情を聞かれたが、次第に事件の渦の中に巻き込まれてゆく。

## キャスト
- 小山節子 ………… 藤田弓子
- 小山省一 ………… 高津住男
- 小山明 …………… 平野邦洋
- 小山桂子 ………… 山本直子
- 咲村美緒 ………… 赤座美代子
- 咲村貞夫 ………… 花上晃
- 咲村敏夫 ………… 渥美英一
- 咲村孝一 ………… 冨士原恭平
- 太田刑事 ………… 織本順吉
- 中田健吾 ………… 常田富士男
- 校長 ……………… 森幹太
- 教頭 ……………… 鈴木泰明
- 本郷先生 ………… 久富惟晴
- 谷口先生 ………… 唐沢民賢
- 森先生 …………… 古川小夜子
- 高志 ……………… 加藤淳也
- 中里刑事 ………… 真田五郎
- みどり …………… 谷田川知恵
- 井川 ……………… 石川哲也
- 丸山裕子
- 久遠利三
- 原田千枝子
- 千葉裕子
- 永井玄哉
- ナレーター ……… 宇野淑子

## スタッフ
- 原作 : 小林久三『蝶たちの殺意』
- 脚本 : 大工原正泰
- 監督 : 広瀬襄、今関健一
- 音楽 : 青山八郎
- プロデューサー : 田中浩三 (松竹)、金川克斗志(TBS)
- 制作 : 松竹、TBS

## 主題歌
- 「もっと人生を下さい」(CBSソニー)
- 作詞：安井かずみ
- 作曲：加藤和彦
- 編曲：若草恵
- 歌：梓みちよ
  - この曲は当番組終了後、サビの部分を編集したうえで『花王 愛の劇場』のオープニングタイトル曲としても使用された。